# Lycianthes lycioides
Espèce
Synonymes
- Solanum lycoides L., 1767

Classification phylogénétique
Lycianthes lycioides est un arbuste originaire des Andes d'Amérique du Sud, de la famille des Solanacées.